# Clerval (Frankrijk)
Clerval is een plaats en voormalige gemeente in het Franse departement Doubs in de regio Bourgogne-Franche-Comté en telt 1004 inwoners (2005). De plaats maakt deel uit van het arrondissement Montbéliard.

## Geschiedenis
Clerval was de hoofdplaats van het gelijknamige kanton totdat dit op 22 maart 2015 werd opgeheven en de gemeenten werden opgenomen in het op die dag gevormde kanton Bavans. Op 1 januari 2017 fuseerde de gemeente met de buurgemeente Santoche tot de commune nouvelle Pays-de-Clerval.

## Geografie
De oppervlakte van Clerval bedraagt 11,9 km², de bevolkingsdichtheid is 84,4 inwoners per km². Clerval wordt bediend door het spoorwegstation Clerval.
De onderstaande kaart toont de ligging van Clerval (Frankrijk) met de belangrijkste infrastructuur en aangrenzende gemeenten.

## Demografie
Onderstaande figuur toont het verloop van het inwonertal.